# Tennessee Williams

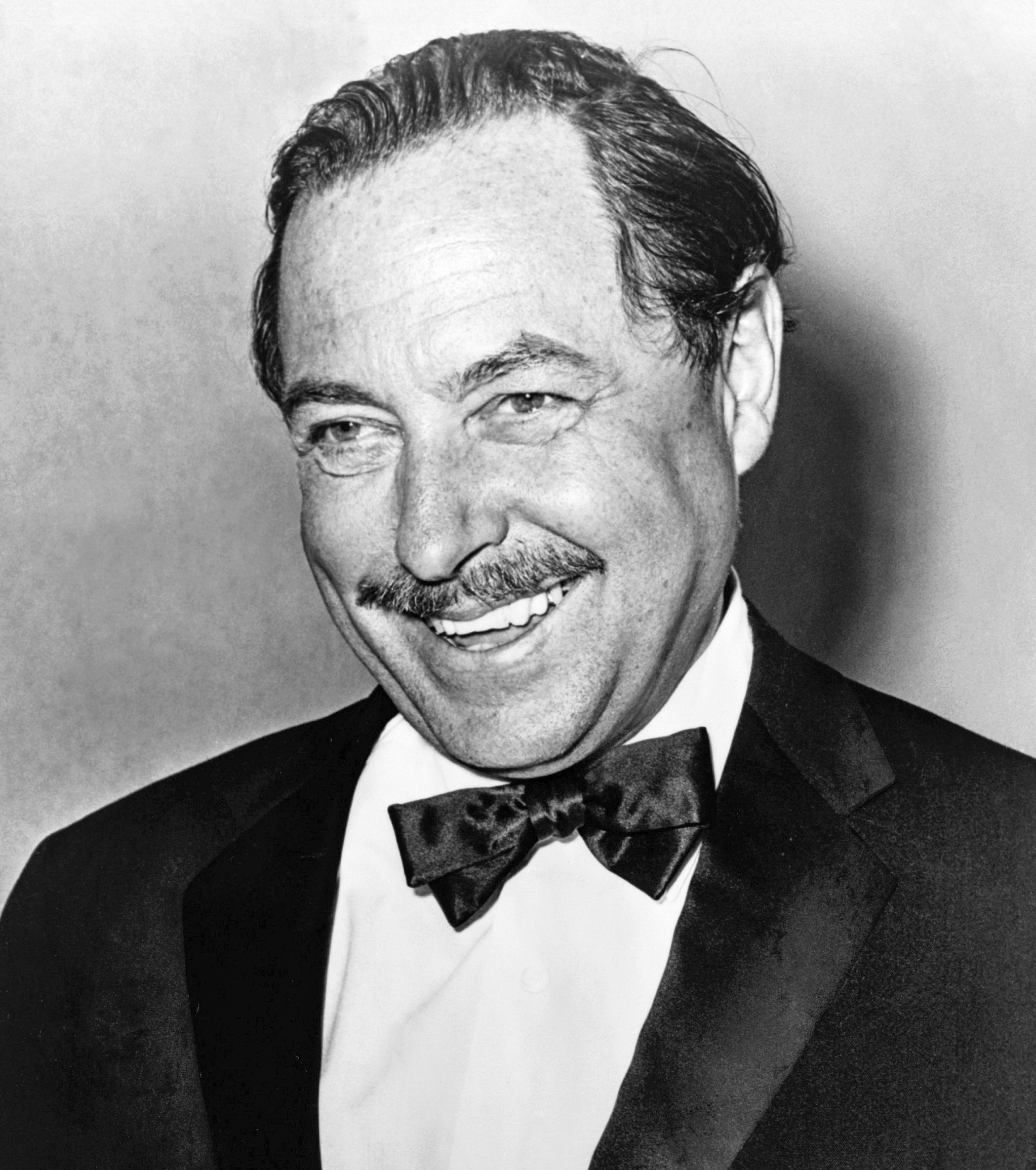
Tennessee Williams (1965)

Tennessee Williams, eigenlijk Thomas Lanier Williams (Columbus (Mississippi), 26 maart 1911 – New York, 25 februari 1983), was een Amerikaans schrijver.
Williams is vooral bekend geworden door zijn toneelstukken, maar hij schreef ook romans, gedichten en essays. Zijn bijnaam, die ook zijn schrijversnaam werd, kreeg hij van zijn klasgenoten vanwege zijn zuidelijke accent.
Zijn eerste grote succes was The Glass Menagerie (Glazen speelgoed, 1945). In dit stuk komt al een van zijn hoofdthema's naar voren: het conflict tussen illusie en realiteit.
Met A Streetcar Named Desire (Tramlijn Begeerte, 1947) werd hij een van de belangrijkste naoorlogse Amerikaanse toneelschrijvers. Dit stuk werd in 1951 verfilmd, met in de hoofdrol Marlon Brando. Ook Cat on a Hot Tin Roof werd verfilmd, met Paul Newman en Elizabeth Taylor in de hoofdrollen.

## Belangrijkste werken
- The Glass Menagerie (1945)
- A Streetcar Named Desire (1947)
- The Rose Tattoo (1951)
- Cat on a Hot Tin Roof (1955)
- Orpheus Descending (1957)
- Suddenly, Last Summer (1958)
- Sweet Bird of Youth (1959)
- The Night of the Iguana (1962)

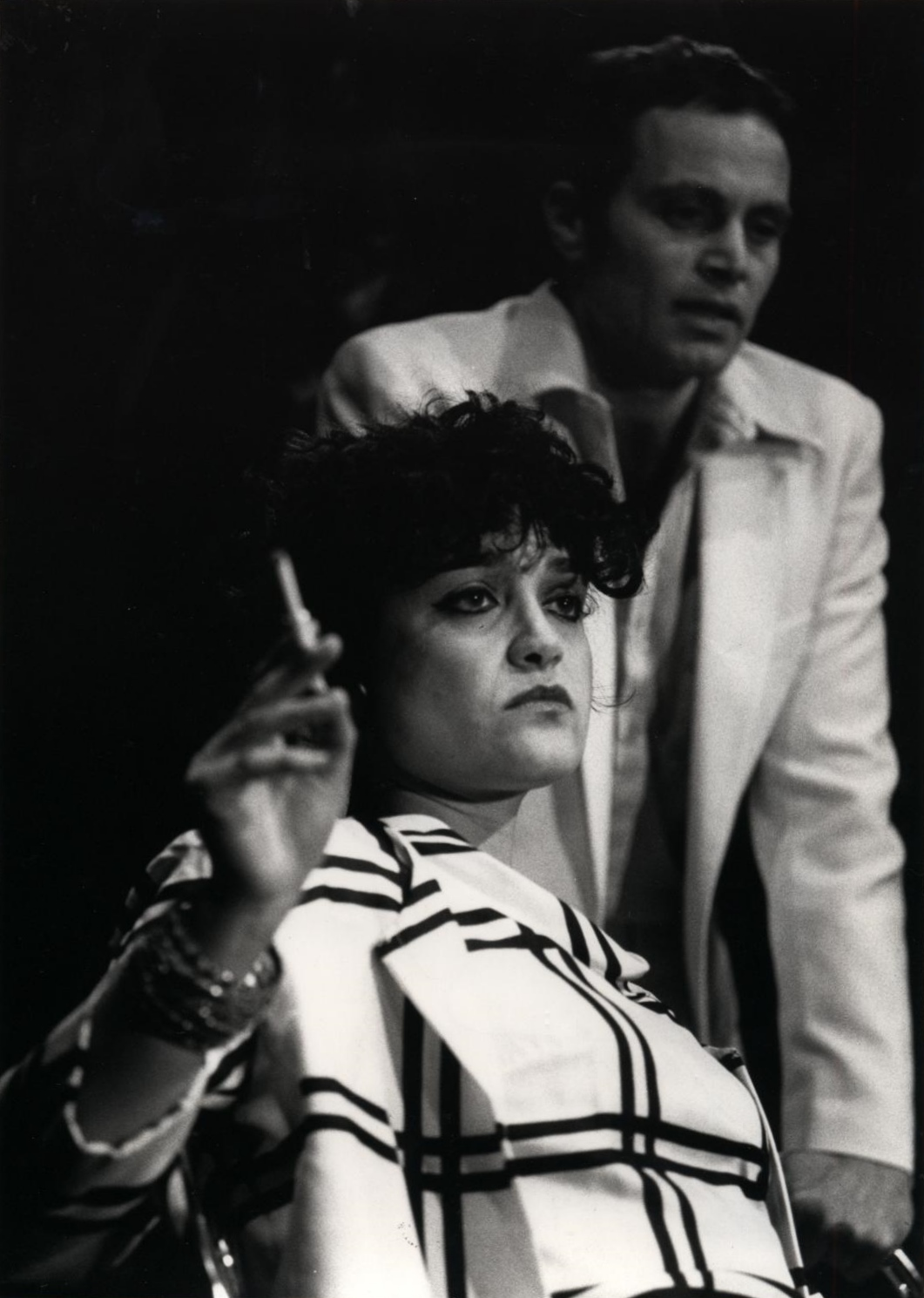
Angelique Rockas als Miriam in In the Bar of a Tokyo Hotel, geregisseerd door Alkis Kritikos, 1983

- The Milk Train Doesn't Stop Here Anymore (1962)
- In the Bar of a Tokyo Hotel (1969)

- Bibsys: 90058466
- Biblioteca Nacional de Chile: 000058335
- Biblioteca Nacional de España: XX1136114
- Bibliothèque nationale de France: cb11929241k (data)
- Catàleg d'autoritats de noms i títols de Catalunya: 981058521417906706
- CiNii: DA00340370
- Digitale Bibliotheek voor de Nederlandse Letteren: will234
- Gemeinsame Normdatei: 118633333
- International Standard Name Identifier: 0000 0001 2132 6729
- Library of Congress Control Number: n79090096
- Nationale Bibliotheek van Letland: 000036106
- MusicBrainz: de4b0803-4734-4836-ad18-25c31ef85b43
- Bibliotheek van het Japanse parlement: 00461042
- Nationale Bibliotheek van Tsjechië: jn19990009163
- Nationale bibliotheek van Australië: 35610821
- Nationale Bibliotheek van Israël: 987007270057105171
- Nationale Bibliotheek van Polen: a0000001200381
- Nationale en Universitaire bibliotheek Zagreb: 000065421
- Nederlandse Thesaurus van Auteursnamen: 068245025
- Réseau des bibliothèques de Suisse occidentale: 02-A023731902
- Istituto Centrale per il Catalogo Unico: CFIV088291
- LIBRIS: 102132
- SNAC: w6h23v5w
- Système universitaire de documentation: 027333310
- Trove: 1014156
- Union List of Artist Names: 500474046
- Virtual International Authority File: 51697407
- WorldCat: E39PBJhGVxmYJCfGDKkVWfYByd